# Erbsenmuscheln
Die Erbsenmuscheln (Pisidium) bilden eine Gattung innerhalb der Familie der Kugelmuscheln (Sphaeriidae) aus der Klasse Muscheln (Bivalvia). Sie leben im Sediment, dem sogenannten Benthal, von Süßwasser-Gewässern. Aufgrund der hohen Variabilität ihrer Schale und dem Mangel an eindeutigen Artmerkmalen ist eine Bestimmung von Individuen der Gattung Pisidium auf Artniveau äußerst schwierig. Die Gattung enthält die kleinsten Vertreter von Muscheln im Süßwasser.

## Biologische Besonderheiten der Erbsenmuscheln
In ihrer Anatomie entsprechen sie dem Grundaufbau der Muscheln. Ohne Kopf und Raspelzunge (Radula) nehmen sie ihre Nahrung als sogenannte Filtrierer mit Hilfe ihrer Kiemen aus dem Umgebungswasser auf. Damit dienen die Kiemen ähnlich wie die Barten der Bartenwale als Filterstruktur für planktonische Nahrungspartikel. Als taxonomische Gruppe innerhalb der Eulamellibranchia haben sie Blattkiemen, und zwar zwei Paar: ein inneres und ein äußeres. Mithilfe ebendieser Kiemen betreiben die Erbsenmuscheln Brutpflege. Sie produzieren also im Gegensatz zu den Großmuscheln (Najaden) keine pelagischen Larven und beherbergen ihren Nachwuchs im Schutz ihrer Schalen.

## Morphologie der Schale
Wie bei allen Muscheln wird das Tier von einer zweiklappigen Schale umhüllt, welche am Wirbel, dem Umbo, durch ein Schlossband, das Ligament, zusammengehalten wird. Eine Reihe von sogenannten Zähnen an den Kontaktstellen der beiden Schalen verhindern durch ein Ineinandergreifen ein gegenseitiges Verrutschen. Die Form und Position dieser Zähne sind eines der wichtigsten Bestimmungsmerkmale. Neben zwei Haupt- oder Kardinalzähnen werden die Wölbung der Schale, die Position des Wirbels und die Struktur der Schale (gerippt oder nicht, mit Poren oder ohne... etc.) zur Bestimmung der Art herangezogen.
In ihrer größten Ausdehnung erreicht die Schale von Erbsenmuscheln selten Längen über einen Zentimeter. So groß wird in der Regel nur Pisidium amnicum. Nur zwei Millimeter lang wird Pisidium moitessierianum.

## Verbreitung von Erbsenmuscheln
Erbsenmuscheln kommen auf allen Kontinenten mit Ausnahme der Antarktis vor. Obwohl die Tiere wie die meisten Muscheln nur über eine sehr begrenzte aktive Ausbreitungsfähigkeiten verfügen, ist ihre passive Ausbreitungsfähigkeit beachtlich. Geografisch gesehen gibt es für sie dabei fast keine Barrieren: Im Gefieder von Vögeln, im Fell von Säugetieren, die sich regelmäßig im Wasser aufhalten, können Erbsenmuscheln beinahe jedes geeignete Habitat erreichen und besiedeln. In den Alpen wurden Tiere dieser Gattung in Höhen von bis zu 2600 Metern gefunden (siehe Macun-Seen, Unterengadin). Begrenzt wird ihre Ausbreitungskapazität dabei weniger von geografischen Barrieren wie Gebirgszügen, Wüsten oder Meeresarmen als durch ihre ökologischen Anforderungen an das Habitat. So gibt es rheophile Arten, die nur in Quellen zu finden sind, und Kosmopoliten wie beispielsweise Pisidium casertanum, die praktisch weltweit fast alle Süßwasser-Habitate besiedeln können.
Eine Konsequenz aus dieser enormen Ausbreitungsfähigkeit ist, dass es nur wenige endemische Arten innerhalb dieser Gattung gibt. Innerhalb von Europa sind bislang nur zwei Endemiten bekannt: Pisidium edlaueri aus dem Ohridsee und Pisidium maasseni aus dem Prespasee.

## Systematik
Die Systematik der Erbsenmuscheln wird gegenwärtig in der Fachliteratur mit Hilfe aktueller molekularer Daten neu diskutiert. Als sicher gilt, dass es sich bei Pisidium um eine paraphyletische Gruppe handelt.
Untergattungen:
- Neopisidium
- Afropisidium
- Odhnerpisidium

Arten in Europa:

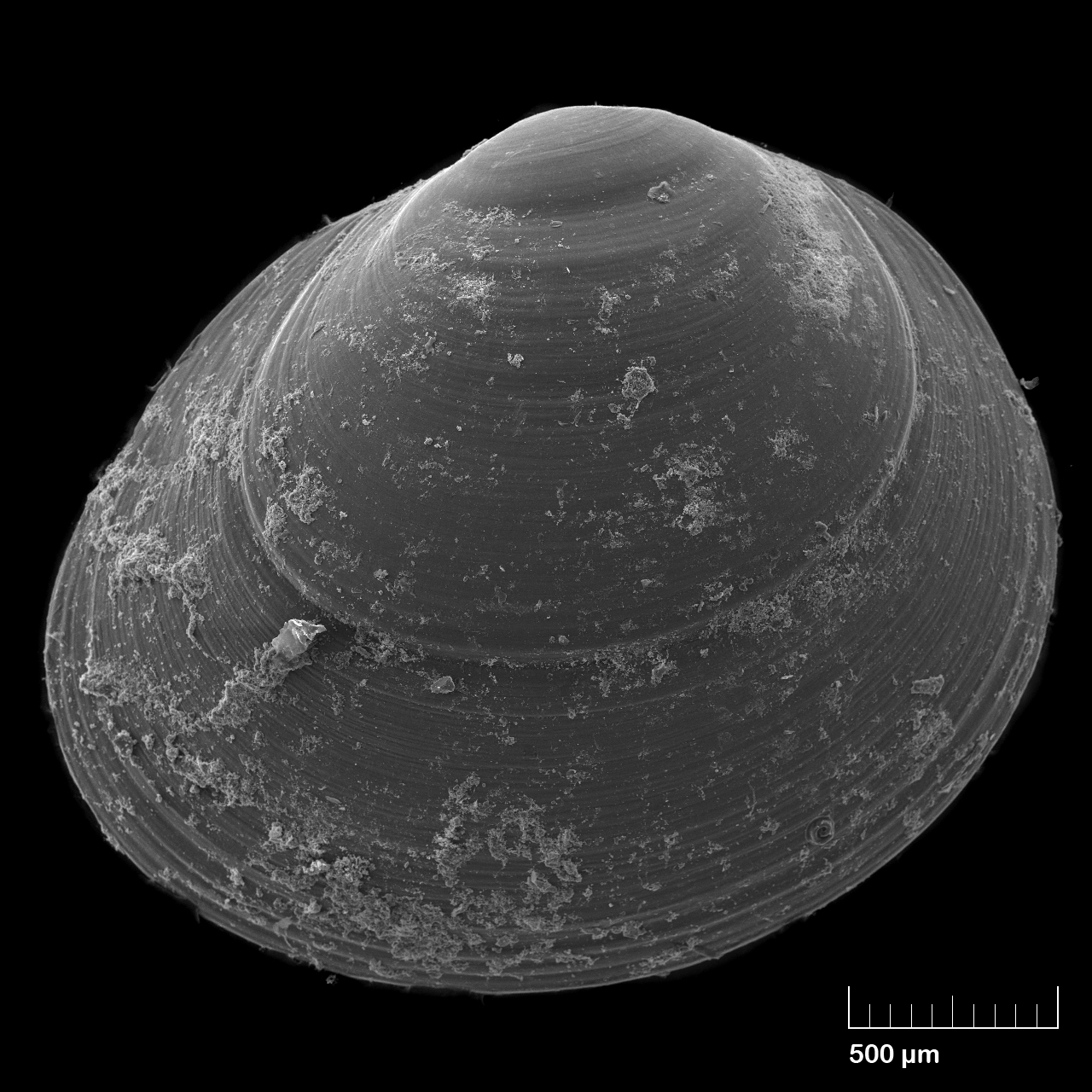
Pisidium sp

(Deutsche Trivialnamen nach Cole, 2016)
- Pisidium amnicum (O. F. Müller, 1774) (Große Erbsenmuschel)
- Pisidium annandalei Prashad, 1925
- Pisidium casertanum (Poli, 1791) (Gemeine Erbsenmuschel)
- Pisidium conventus Clessin, 1877 (See-Erbsenmuschel)
- Pisidium edlaueri Kuiper, 1960
- Pisidium globulare Clessin, 1873 (Sumpf-Erbsenmuschel; wird in der Fauna Europaea nicht als eigenständige Art gelistet)[3]
- Pisidium henslowanum (Sheppard, 1823) (Faltenerbsenmuschel)
- Pisidium hibernicum Westerlund, 1894 (Glatte Erbsenmuschel)
- Pisidium hinzi Kuiper, 1975
- Pisidium lilljeborgii Clessin, 1886 (Kreisrunde Erbsenmuschel)
- Pisidium maasseni Kuiper, 1987
- Pisidium milium Held, 1836 (Eckige Erbsenmuschel)
- Pisidium moitessierianum Paladilhe, 1866 (Zwerg-Erbsenmuschel)
- Pisidium nitidum Jenyns, 1832 (Glänzende Erbsenmuschel)
- Pisidium obtusale (Lamarck, 1818) (Aufgeblasene Erbsenmuschel)
- Pisidium personatum Malm, 1855 (Quell-Erbsenmuschel)
- Pisidium pseudosphaerium J. Favre, 1927 (Flache Erbsenmuschel)
- Pisidium pulchellum Jenyns, 1832 (Schöne Erbsenmuschel)
- Pisidium subtruncatum Malm, 1855 (Schiefe Erbsenmuschel)
- Pisidium supinum A. Schmidt, 1851 (Dreieckige Erbsenmuschel)
- Pisidium tenuilineatum Stelfox, 1918 (Kleinste Erbsenmuschel)
- Pisidium waldeni Kuiper, 1975